# Karl Mai
Karl „Charly“ Mai (27. července 1928, Fürth – 15. března 1993) byl německý fotbalista, který reprezentoval Německou spolkovou republiku. Nastupoval především na postu záložníka.
S německou reprezentací se stal mistrem světa roku 1954, na vítězném šampionátu odehrál pět utkání ze šesti. V národním týmu působil v letech 1953–1959, za tu dobu v něm nastoupil k 23 zápasům, v nichž vstřelil 1 gól.
V letech 1942–1958 působil v klubu SpVgg Greuther Fürth. V závěru kariéry zkusil štěstí v Bayernu Mnichov (1958–1961).